# Caïdat d'Amghras
Le caïdat d'Amghras est une circonscription administrative marocaine situé dans le cercle d'Amizmiz, lui-même situé dans la province d'Al Haouz, au sein de la région administrative de Marrakech-Safi. Son chef-lieu se trouve dans la commune éponyme d'Amghras.

## Communes
Une seule commune rurale est rattachée au caïdat d'Amghras : Amghras.
| Année | Nb. Commune | Liste Commune |
| 2014  | 1           | Amghras       |

## Historique
Le caïdat d'Amghras, est créé en 2014, à partir du territoire du défunt caïdat d'Amizmiz, et est rattaché au cercle d'Amizmiz, lui-même rattaché à la province d'Al Haouz. Il compte une commune rurale : Amghras. D'après le recensement officiel de 2014, le caïdat est peuplé de 6 190 habitants.
Depuis 2015, dans le cadre du nouveau découpage régional, la région de Marrakech-Tensift-Al Haouz est remplacée par la nouvelle région de Marrakech-Safi. La province d'Al Haouz est donc intégrée à cette nouvelle région, tout comme le cercle d'Amizmiz, et donc le caïdat d'Amghras.

## Démographie
Depuis le dernier recensement de 2014, le caïdat d'Amghras est officiellement peuplé de 6 190 habitants et compte 1 194 ménages.
| Année                          | Population totale | Ménages | Nb. Commune |
| ------------------------------ | ----------------- | ------- | ----------- |
| 2014                           | 6 190             | 1 194   | 1           |
| Données issues de recensements |                   |         |             |

## Administration et politique

### Découpage territorial
| Commune | Population en 2004 (hab.) | Ménages en 2004 | Population en 2014 (hab.) | Ménages en 2014 |
| ------- | ------------------------- | --------------- | ------------------------- | --------------- |
| Amghras | 4 222                     | 760             | 6 190                     | 1 194           |

### Offre de soins
| Commune | CSCA | CSC | DR |
| Amghras | 0    | 1   | 0  |